# Дени (язык)
Дени (Dani, Dení) — араванский язык, на котором говорят в резервациях Дени и Камадени, между реками Журуа и Пурус, к северо-востоку от рек Верхняя Куньюа, Куньюа и Шируан, в штате Амазонас в Бразилии. Язык дени похож на другие языки араванской семьи, но особенно похож на язык жамамади. Имеет диалект инауини.